# 奇異諾德脂鯉
奇異諾德脂鯉，為輻鰭魚綱脂鯉目脂鯉亞目脂鯉科的其中一個種，分布於南美洲Tapajos河流域，體長可達5.1公分，棲息在底中層水域，生活習性不明。